# Hanga Roa

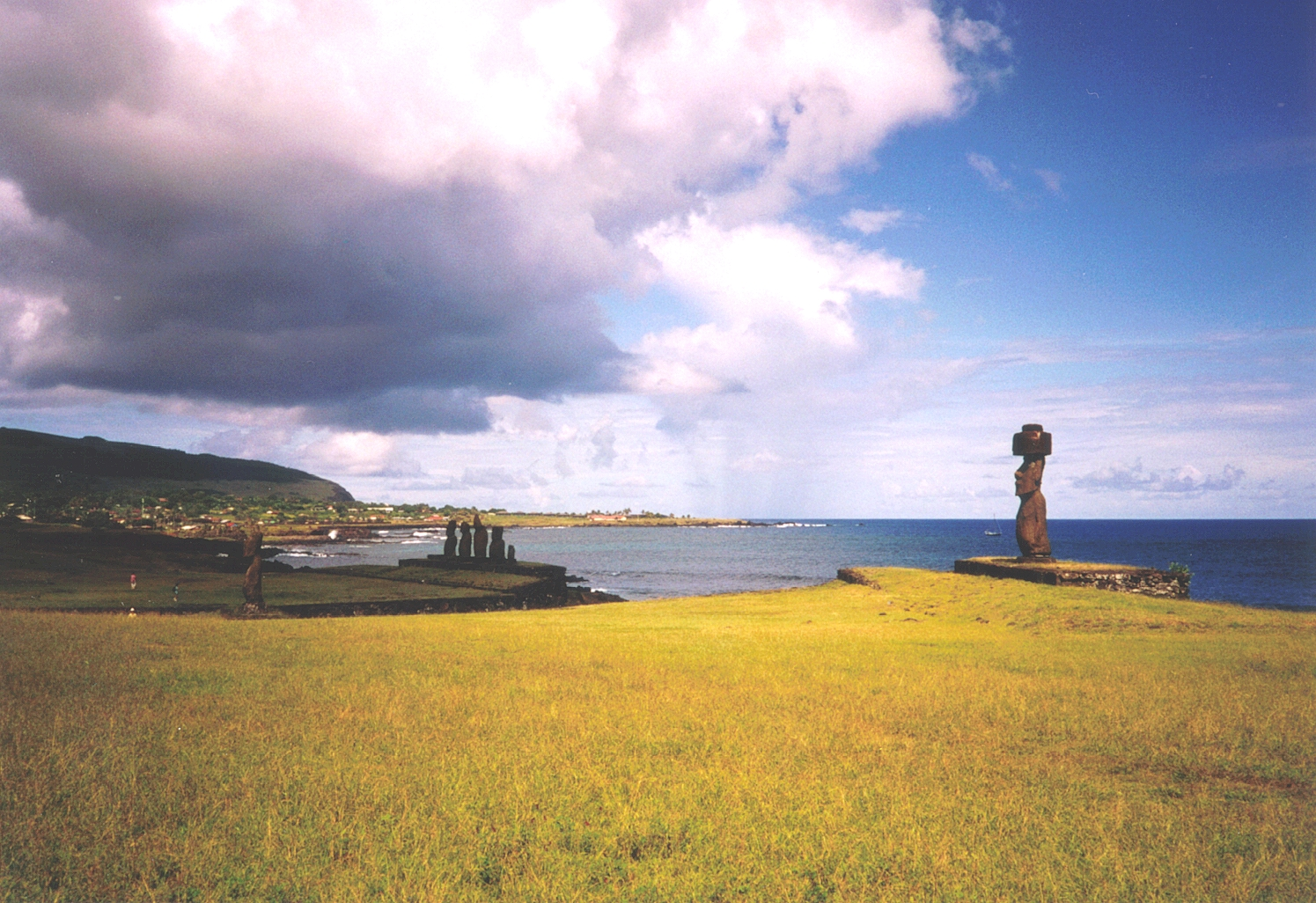
Hanga Roa, söder ifrån, en moai och en ahu i förgrunden

Hanga Roa är huvudstad i den chilenska provinsen Påskön i södra Stilla havet.

## Staden
Hanga Roa är förutom huvudstad även det enda samhället på Påskön och ligger på öns sydvästra del. Staden har ca 3 300 invånare (2002) vilket motsvarar ca 87 % av hela öns befolkning. 
Centrum utgörs av området kring huvudgatan Avenida Atamu Tekena och Avenida Te Pito O Te Henua. Där finns förutom förvaltningsbyggnader även några historiska byggnader som den katolska kyrkan Iglesia Santa Cruz och de flesta hotell och restauranger. Vidare finns öns enda apotek och supermarket här samt öns historiska museum Museo Antropológico Sebastián Englert.
Staden är även utgångspunkt för alla turister som besöker öns moais, världsarv sedan år 1995.
Lite utanför staden ligger "Tahai Ceremonial Complex" ett arkeologiskt område med tre Ahu (stenplattan som moais stod på) Ahu Vai Uri, Ahu Tahai och Ahu Ko te Riku och öns stadion Estadio de Hanga Roa.
Nedanför centrum ligger den lilla hamnen och öns flygplats Mataveri International Airport (flygplatskod "IPC") ligger ca 1 km söder om centrum.

## Historia
Påskön har troligen varit bebodd av polynesier sedan ca år 400.
Sedan Chile annekterade Påskön 1888 arrenderades större delen av ön ut till företaget "Williamson-Balfour Company" som genom dotterbolaget "Compania Explotadora de la Isla de Pascua" sysslade med fåruppfödning. Under den tiden fick befolkningen inte vistas utanför staden. 1914 uppgick befolkningen i Hanga Roa till knappt 250 invånare.
1953 upphörde arrendet och förvaltningen övergick då till den chilenska flottan.
Huvudgatan fick sitt nuvarande namn 1998 då den döptes om efter den historiske lokale hjälten Atamu te Kena. Tidigare kallades gatan Avenida Policarpo Toro efter den chilenske marinofficeraren Policarpo Toro som genomförde annekteringen.